# إيغور دي كامارغو
إيغور دي كامارغو (بالفرنسية: Igor de Camargo)‏ (و. 1983  م) هو لاعب كرة قدم من بلجيكا، والبرازيل، مركز لعبه هو مهاجم.

## روابط خارجية
- إيغور دي كامارغو على موقع الاتحاد الأوربي (الإنجليزية)
- إيغور دي كامارغو على موقع الاتحاد البلجيكي (الإنجليزية)
- إيغور دي كامارغو على موقع قاعدة بيانات كرة القدم.إي يو (الإنجليزية)
- إيغور دي كامارغو على موقع بيانات كرة القدم. دي إي (الألمانية)
- إيغور دي كامارغو على موقع ناشيونال فوتبول تيمز (الإنجليزية)
- إيغور دي كامارغو على موقع Soccerway.com (الإنجليزية)
- إيغور دي كامارغو على موقع عالم كرة القدم.نت (الإنجليزية)
- إيغور دي كامارغو على موقع AS.com (الإسبانية)